# Урсов, Игорь Григорьевич
Игорь Григорьевич Урсов (20 января 1927, Калашниково, Тверская губерния — 20 июня 2002, Новосибирск) — советский и российский врач-фтизиатр и организатор здравоохранения; ректор Новосибирского медицинского института (1980—1996).

## Биография
Игорь Григорьевич Урсов родился в 1927 году в семье Григория Ивановича Урсова и Наталии Петровны Дробот. Отец был родом из большой казацкой семьи с юга Краснодарского края, и имел специальность инженера по стекольному делу. Мать тоже происходила из многодетной семьи, самостоятельно освоила бухгалтерское дело и работала в дальнейшем на стекольных заводах по месту распределения мужа.
Окончив среднюю специальную школу ВВС с золотой сталинской медалью, передумал поступать с друзьями в МАИ, а поступил на радиофакультет Московского энергетического института, где после 1,5 лет обучения принял решение о смене направления и поступил в Кубанский медицинский институт, где учился вместе с Сергеем Григорьевичем Дроздовым. Позднее Урсов перевёлся в 1-й МОЛМИ и учился у видных преподавателей этого ВУЗа — академик Анатолий Иванович Абрикосов, профессор Анатолий Иванович Струков, Иван Петрович Разенков, академик Борис Ильич Збарский, профессор Вадим Васильевич Кованов, врач-хирург Анна Марковна Маршак, профессор Герман Рафаилович Рубинштейн, профессор Ирина Еремеенва Кочнова, профессор Филипп Васильевич Шебанов.
Молодой врач был вынужден отказаться от предложенной очной аспирантуры и работал по распределению фтизиатром в с. Зубрилово (Тамалинский район Пензенской области) в течение 2-х лет. Был избран депутатом сельского совета.
В 1956 году стал заведующим Клинского райздравотдела и, одновременно, главным врачом Клинского противотуберкулёзного диспансера, который административно подчинялся Московскому областному диспансеру. При появлении флюорографов, провёл второе в России массовое обследование жителей на туберкулёз, что помогло оценить сотрудникам ЦНИИТ тенденцию в заболеваемости туберкулёзом. За значительное улучшение мероприятий по профилактике туберкулёза, значительному снижению показателей заболеваемости в Клину от эпидемических значений до спорадических случаев Игорю Григорьевичу присвоили звание «Заслуженный врач РСФСР».
С 1968 года Игорь Григорьевич возглавил Новосибирский НИИ туберкулёза, предыдущий директор, профессор Михаил Васильевич Свирежев, специалист по хирургии туберкулёза костей, был приглашён на работу в Москву. Игорь Григорьевич ввёл систему научной отчётности от каждого сотрудника НИИ.
Приказом Минздрава СССР от 1 августа 1980 года профессор Урсов был переведён на должность ректора НГМИ. В 1985 году НГМИ был награждён орденом Трудового Красного Знамени.
В 1989 году Игорь Григорьевич оказывал методологическую помощь в работе Улан-Баторского медицинского университета, Монголия, где его приняли почётным членом общества фтизиатров Монголии.
Игорь Григорьевич Урсов — основатель врачебной династии уже 3-х поколений.
Скончался 20 июня 2002 года. Похоронен на Заельцовском кладбище Новосибирска.

### Семья
Отец — Григорий Иванович Урсов (13.10.1889 — 22.9.1955); мать — Наталья Петровна Урсова (урожд. Дробот; 1906 — 14.6.1997).
Жена — Лариса Петровна Урсова (урожд. Сухомлинова); дети — Наталья, Елена, Татьяна.

## Научная деятельность
В 1964 году защитил кандидатскую («Повторные флюорографические обследования населения города Клина и Клинского района Московской области»), в 1973 году — докторскую диссертацию («Организационные и эпидемиологические основы проблемы ликвидации туберкулёза»). В 1978 году присвоено учёное звание профессор; с 1986 — член-корреспондента АМН СССР.
Основные направления исследований:
- изучение взаимосвязи туберкулёза у человека и сельскохозяйственных животных в Сибири,
- использование внутривенной и интермиттирующей бактерицидной[3] терапии туберкулёза,
- применение искусственного пневмоторакса и пневмоперитонеума.

Автор более 210 опубликованных научных работ, среди которых 10 монографий. Под его руководством выполнено и подготовлено 5 докторских, 30 кандидатских диссертаций.
Игорь Григорьевич Урсов развивал традиции отечественной фтизиатрии в должности заведующего кафедрой туберкулеза ФУВ НГМИ. Сибирская школа фтизиатров пополнилась его учениками — видными учёными и врачами, среди которых Юрий Николаевич Курунов, Владимир Александрович Краснов, Татьяна Анатольевна Колпакова и многие другие.
В течение 12 лет работал членом научной комиссии в Международном союзе против туберкулёза и заболеваний лёгких (International Union Against Tuberculosis and Lung Disease).

## Награды и признание
- Заслуженный врач РСФСР (1968)
- Медаль «В ознаменование 100-летия со дня рождения Владимира Ильича Ленина» (1970)
- Орден «Знак Почёта» (1976)
- Почётный фтизиатр Монголии.